# Colonia el Bellotal
Colonia el Bellotal är ett samhälle i Mexiko. Det tillhör kommunen Ocoyoacac i delstaten Mexiko. Colonia el Bellotal hade 97 invånare vid folkräkningen 2020.